# Poligraf
Poligraf, ki ga velikokrat imenujemo tudi detektor laži, je naprava ali postopek, ki meri ali beleži več fizioloških kazalcev, kot so krvni tlak, pulz, dihanje in prevodnost kože, medtem ko človeka sprašujejo, on pa odgovarja na vrsto vprašanj. Prepričanje, ki podpira uporabo poligrafa, je, da bodo varljivi odgovori povzročili fiziološke odzive, ki jih je mogoče razlikovati od tistih, povezanih z nezavajajočimi odgovori. Vendar ni posebnih fizioloških reakcij, povezanih z laganjem, zaradi česar je težko prepoznati dejavnike, ki ločujejo lažnivce od tistih, ki govorijo resnico. Poligrafisti raje uporabljajo svojo lastno metodo točkovanja v nasprotju z računalniškimi tehnikami, saj lahko lažje zagovarjajo lastne ocene.
V nekaterih državah se poligrafi uporabljajo kot orodje za zaslišanje osumljencev kaznivih dejanj ali kandidatov za zaposlitev v javnem ali zasebnem sektorju. Ameriški organi pregona in zvezne vladne agencije, kot so FBI, NSA in CIA, ter številne policijske službe, kot sta LAPD (Los Angeles Police Department) in Virginia State Police, uporabljajo poligrafske preiskave za zaslišanje osumljencev in pregled novih zaposlenih. Znotraj ameriške zvezne vlade se poligrafski pregled imenuje tudi pregled psihofiziološkega odkrivanja prevare (PDD)  . Povprečni stroški izvajanja testa v ZDA znašajo več kot 700 ameriških dolarjev in so del 2 milijard dolarjev vredne ameriške industrije.
Ocene poligrafije s strani znanstvenih in vladnih organov na splošno kažejo, da so poligrafi zelo netočni, jih lahko zlahka premagajo protiukrepi in so nepopolno ali neveljavno sredstvo za ocenjevanje resničnosti. Obsežen pregled obstoječih raziskav Nacionalne akademije znanosti iz leta 2003 je zaključil, da je "malo podlage za pričakovanje, da bi lahko poligrafski test imel izjemno visoko natančnost." Ameriško psihološko združenje trdi, da se "večina psihologov strinja, da je malo dokazov, da poligrafski testi lahko natančno odkrijejo laži."
Test kontrolnega vprašanja, znan tudi kot verjetni test laži, je bil razvit za premagovanje ali ublažitev težav z ustrezno-nepomembno preskusno metodo. Čeprav se ustrezna vprašanja v preizkusu verjetne laži uporabljajo za pridobitev reakcije lažnivcev, se fiziološke reakcije, ki "ločijo" lažnivce, lahko pojavijo tudi pri nedolžnih posameznikih, ki se bojijo lažnega odkrivanja ali strastno čutijo, da niso storili kaznivega dejanja. Čeprav se lahko pojavi fiziološka reakcija, so razlogi za odziv drugačni. Nadaljnji pregled verjetnega testa laži je pokazal, da je pristranski do nedolžnih oseb. Tisti, ki si ne morejo omisliti laži, povezane z zadevnim vprašanjem, bodo avtomatsko padli na preizkusu.

## Preskusni postopek
Izpraševalec običajno začne s preizkusi poligrafa z intervjujem pred preskusom, da pridobi nekaj predhodnih informacij, ki jih bo kasneje uporabil za razvoj diagnostičnih vprašanj. Nato bo preizkuševalec razložil, kako naj bi poligraf deloval, in poudaril, da lahko zazna laži in da je pomembno odgovoriti resnično. Nato se pogosto izvede "stim test": preiskovanec naj namerno laže, nato pa tester sporoči, da je to laž lahko zaznal. Krivi preiskovanci bodo verjetno postali bolj zaskrbljeni, ko jih bodo opozorili na veljavnost testa. Vendar obstaja nevarnost, da bodo nedolžni subjekti enako ali bolj zaskrbljeni kot krivci. Nato se začne dejanski test. Nekatera zastavljena vprašanja so "nepomembna" ("Ali vam je ime Fred?"), Druga "diagnostična" vprašanja, preostanek pa "ustrezna vprašanja", ki preizkuševalca v resnici zanimajo. Različne vrste vprašanj se izmenjujejo. Test je opravljen, če so fiziološki odzivi na diagnostična vprašanja večji od odgovorov med ustreznimi vprašanji.
Kritike so bile podane v zvezi z veljavnostjo uporabe tehnike kontrolnih vprašanj. CQT je lahko izpostavljen na zaslišanju. Takšen način zasliševanja bi povzročil živčni odziv nedolžnih in krivih osumljencev. Obstaja več drugih načinov upravljanja vprašanj.
Alternativa je preizkus znanja krivde (GKT) ali test skrite informacije, ki se uporablja na Japonskem. Uporaba tega testa je namenjena preprečevanju morebitnih napak, ki bi lahko izhajale iz načina spraševanja. Preizkus običajno opravi preizkuševalec, ki ne pozna zadevnega kaznivega dejanja ali okoliščin. Skrbnik preizkusi udeleženca na njegovem znanju kaznivega dejanja, ki ga nedolžna oseba ne bi mogla poznati. Na primer: "Ali je bilo kaznivo dejanje storjeno z .45 ali 9 mm?" Vprašanja imajo na voljo več odgovorov, udeleženec pa je ocenjen glede na to kako se odzove na pravilen odgovor. Če se močno odzovejo na informacije o krivdi, zagovorniki testa verjamejo, da verjetno poznajo dejstva, pomembna za primer. Privrženci testa menijo, da je ta administracija bolj veljavna, ker vsebuje veliko zaščitnih ukrepov, da se prepreči tveganje, da bi skrbnik vplival na rezultate.

## Učinkovitost
Čeprav v znanstveni skupnosti obstaja nekaj razprav o učinkovitosti poligrafov, ocene poligrafije znanstvenih in vladnih organov na splošno kažejo, da so poligrafi netočni, jih lahko premagajo protiukrepi in so nepopolno ali neveljavno sredstvo za ocenjevanje resničnosti. Kljub trditvam 90-odstotne veljavnosti zagovornikov poligrafa Nacionalni raziskovalni svet ni našel dokazov o učinkovitosti. Študije so zlasti pokazale, da ustrezna - nepomembna tehnika izpraševanja ni idealna, saj številni nedolžni preiskovanci poostreno fiziološko reagirajo na vprašanja, povezana s kaznivim dejanjem.  Ameriško psihološko združenje trdi, da se "večina psihologov strinja, da je malo dokazov, da poligrafski testi lahko natančno odkrijejo laži."
Leta 2002 je pregled nacionalnega raziskovalnega sveta ugotovil, da lahko pri populacijah, "neizurjenih v protiukrepe, poligrafski testi s posebnimi incidenti ločijo od govorjenja resnice po stopnjah, ki so precej nad naključjem, pa čeprav precej pod popolnostjo". Pregled tudi opozarja na posploševanje teh ugotovitev, da bi upravičili uporabo poligrafov - "natančnost poligrafa za presejalne namene je skoraj zagotovo nižja od tiste, ki jo je mogoče doseči s poligrafskimi testi s posebnimi incidenti na terenu", in ugotavlja, da bi nekateri preiskovani lahko sprejeti protiukrepe za zavajajoče rezultate.

V zadevi ZDA proti V. Schefferju leta 1998 je večina izjavila, da "preprosto ni soglasja o zanesljivosti poligrafskih dokazov" in "Za razliko od drugih izvedencev, ki pričajo o dejanskih zadevah zunaj vednosti porotnikov, kot je analiza o prstnih odtisih, balistiki ali DNK, najdenih na kraju zločina, lahko strokovnjak za poligraf poroti predloži samo drugo mnenje." Vrhovno sodišče je svoje ugotovitve povzelo z izjavo, da je bila uporaba poligrafa "malo boljša, kot bi jo bilo mogoče dobiti z metanjem kovanca." Leta 2005 je 11. okrožno pritožbeno sodišče navedlo, da "poligrafija ni bila splošno sprejeta iz znanstvene skupnosti". Leta 2001 je William Iacono, profesor psihologije in nevroznanosti na Univerzi v Minnesoti, zaključil, da: 
Čeprav je CQT [Test s kontrolnimi vprašanji] lahko koristen kot preiskovalni pripomoček in orodje za izvabljanje priznanj, pa ne gre za znanstveno verodostojen test. Teorija CQT temelji na naivnih, neverjetnih predpostavkah, ki kažejo, da je pristranska do nedolžnih posameznikov in, da jo je mogoče premagati zgolj z umetnim povečevanjem odgovorov na kontrolna vprašanja. Čeprav ni mogoče pravilno oceniti stopnje napak CQT, oba sklepa podpirata objavljene izsledke raziskav v najboljših revijah o družboslovju (Honts et al., 1994; Horvath, 1977; Kleinmuntz & Szucko, 1984; Patrick In Iacono, 1991). Čeprav zagovorniki pogosto poskušajo rezultate CQT na sodišču priznati kot dokaze, ni dokazov, ki bi potrjevali njihovo veljavnost, in dovolj razlogov za dvom. Člani znanstvenih organizacij, ki imajo potrebno ozadje za oceno CQT, so v veliki večini skeptični glede trditev zagovornikov poligrafa.
Poligrafi merijo vzburjenost, na katero lahko vplivajo tesnoba, anksiozne motnje, kot so posttravmatska stresna motnja (PTSP), živčnost, strah, zmedenost, hipoglikemija, psihoza, depresija, stanja, ki jih povzročajo snovi (nikotin, poživila), stanje odtegnitve snovi (odvzem alkohola) ali druga čustva; poligrafi ne merijo "laži". Poligraf ne more razlikovati tesnobe, ki jo povzroča nepoštenost, in tesnobe, ki jo povzroča nekaj drugega.

### Ameriški kongresni urad za ocenjevanje tehnologije
Leta 1983 je ameriški kongresni urad za oceno tehnologije objavil pregled tehnologije in ugotovil, da trenutno obstajajo le omejeni znanstveni dokazi za ugotavljanje veljavnosti poligrafskega testiranja. Tudi če se zdi, da dokazi kažejo, da poligrafsko testiranje zavajajoče osebe zazna bolj kot naključno, so možne znatne stopnje napak, razlike med izpraševalci in preiskovancem in uporaba protiukrepov pa lahko še bolj vplivajo na veljavnost.

### Nacionalna akademija znanosti
Leta 2003 je Nacionalna akademija znanosti (NAS) izdala poročilo z naslovom "Poligraf in zaznavanje laži". NAS je ugotovil, da je bila večina poligrafskih raziskav "nezanesljivih, neznanstvenih in pristranskih", pri čemer je zaključil, da je bilo 57 od približno 80 raziskovalnih študij, na katere se Ameriško združenje poligrafov opira, da bi prišlo do njihovih ugotovitev, bistveno pomanjkljivih.  Te študije so pokazale, da bi lahko testiranje poligrafa s specifičnimi incidenti pri osebi, ki ni usposobljena za protiukrepe, razkrilo resnico na "ravni, ki je večja od naključja, a kljub temu popolna. Zaradi več napak pa so stopnje natančnosti, prikazane v teh študijah, "skoraj zagotovo višje od dejanske natančnosti poligrafa pri preskusih specifičnih incidentov na terenu".
Ko se poligrafi uporabljajo kot presejalno orodje (na primer v zadevah nacionalne varnosti in za organe pregona), se raven natančnosti spusti na takšno raven, da "njegova natančnost pri ločevanju dejanskih ali potencialnih kršiteljev varnosti od nedolžnih udeležencev preizkusov ne zadostuje za utemeljitev zaupanja o njegovi uporabi pri varnostnih pregledih zaposlenih v zveznih agencijah. "NAS je zaključil, da ima poligraf "morda nekaj koristnosti", vendar je "malo podlage za pričakovanje, da bi lahko imel poligrafski test izredno visoko natančnost".
Zaključki NAS so bili podobni sklepom prejšnjega poročila ameriškega kongresnega urada za oceno tehnologije "Znanstvena veljavnost poligrafskega preskušanja: pregled in ocena raziskav". Poročilo Moynihanove komisije za vladno tajnost, ki ga je poslala Kongresu, ugotavlja, da „je nekaj rednih znanstvenoraziskovalnih poročil o veljavnosti poligrafa, ki jih financira vlada, zlasti tistih, ki se osredotočajo na pregled prosilcev za zaposlitev, da poligraf ni niti znanstveno niti posebno učinkovit, razen če je sposoben ustvariti sprejem".
Kljub ugotovitvam NAS o "visoki stopnji lažno pozitivnih rezultatov", neuspehu razkritja posameznikov, kot sta Aldrich Ames in Larry Wu-Tai Chin, ter drugim nezmožnostim pokazati znanstveno utemeljitev uporabe poligrafa, se še naprej uporablja.

## Protiukrepi
Opisanih je bilo več predlaganih protiukrepov za poligrafske teste. Obstajata dve glavni vrsti protiukrepov: Splošno stanje (namenjeno spreminjanju fiziološkega ali psihološkega stanja preiskovancev v času trajanja testa) in posebna točka (namenjeno spreminjanju fiziološkega ali psihološkega stanja preiskovancev v določenih obdobjih med ali povečati ali zmanjšati odzive v kritičnih obdobjih pregleda.
- Generalna država: Na vprašanje, kako je uspešno opravil poligrafski test, je uradnik Centralne obveščevalne agencije spremenil krta KGB. Aldrich Ames je pojasnil, da je poiskal nasvet pri sovjetskem vodniku in prejel preprosto navodilo: preizkusite spočiti in sproščeni. Bodite prijazni do izpraševalca na poligrafu, razvijte odnos, sodelujte in poskušajte ohraniti mir".[27]  Ames je še pojasnil: "Ni posebne čarovnije ... Zaupanje je tisto, kar počne. Zaupanje in prijateljski odnos z izpraševalcem ... odnos, kjer se nasmehneš in si misliš, da ti je všeč.".[28]
- Posebna točka: drugi predlogi za protiukrepe vključujejo, da subjekt mentalno zabeleži nadzor in ustrezna vprašanja, ko jih preizkušava pregleda pred začetkom zaslišanja. Med zaslišanjem naj bi preiskovanec med odgovorom na ustrezna vprašanja skrbno nadzoroval dihanje in med kontrolnimi vprašanji poskušal umetno povečati srčni utrip, na primer z mislijo na nekaj strašljivega ali vznemirljivega ali z nabadanjem s koničastim predmetom. skrit nekje na njihovem telesu. Tako rezultati ne bodo pokazali pomembnega odziva na nobeno od pomembnih vprašanj.[29][30]

## Uporaba
Organi pregona in obveščevalne agencije v ZDA so daleč največji uporabniki poligrafske tehnologije. Večina zveznih organov kazenskega pregona samo v ZDA zaposluje lastne izpraševalce na poligrafu ali pa uporablja storitve izpraševalcev, zaposlenih v drugih agencijah. Leta 1978 je Richard Helms, osmi direktor Centralne obveščevalne agencije, izjavil, da:
Ugotovili smo, da je bilo nekaj vzhodnih Evropejcev, ki bi lahko poligraf kadar koli premagali. Američani v tem niso zelo dobri, saj smo vzgojeni, da povemo resnico, in ko lažemo, je enostavno reči, da lažemo. Toda ugotavljamo, da lahko veliko Evropejcev in Azijcev s tem poligrafom obvlada brez trenja in veste, da lažejo in imate dokaze, da lažejo.

Susan McCarthy iz Salona je leta 2000 dejala, da "je poligraf ameriški pojav z omejeno uporabo v nekaj državah, kot so Kanada, Izrael in Japonska."

### Kanada
V Kanadi je vrhovno sodišče Kanade leta 1987 v odločbi R proti Béland zavrnilo uporabo poligrafskih rezultatov kot dokaz na sodišču in ugotovilo, da so nedopustni. Poligraf se še vedno uporablja kot orodje pri preiskovanju kaznivih dejanj in je včasih zaposlen pri preverjanju zaposlenih za vladne organizacije.
V provinci Ontario delodajalec ne dovoli uporabe poligrafov. Policija ima dovoljenje za uporabo poligrafa med preiskavo kaznivega dejanja.

### ZDA
Leta 2018 je revija Wired poročala, da v ZDA vsako leto opravijo približno 2,5 milijona poligrafskih testov, večino pa opravijo reševalci, policisti, gasilci in državni pripadniki. Povprečni stroški izvajanja testa znašajo več kot 700 USD in so del industrije v vrednosti 2 milijard USD.
Leta 2007 je bilo v 19 zveznih državah s poligrafijo dovoljeno pričevanje na poligrafu, o tem pa je odločal sodnik prve stopnje na zveznem sodišču. Uporaba poligrafa pri priči pred sodiščem ostaja sporna, čeprav se pogosto uporablja pri nadzoru po obsodbi, zlasti pri storilcih spolnih deliktov. V zadevi Daubert proti Merrell Dow Pharmaceuticals, Inc. (1993) je bil odpuščen stari standard Frye in vsi forenzični dokazi, vključno s poligrafom, so morali ustrezati novemu Daubertovemu standardu, v katerem so "osnovna razmišljanja ali metodologija znanstveno veljavni in pravilno se lahko uporabi za sporna dejstva. "Medtem ko se poligrafski testi pogosto uporabljajo v policijskih preiskavah v ZDA, nobenega obdolženca ali priče ni mogoče prisiliti, da opravi test, če ni pod nadzorom sodišč. V zadevi Združenih narodov proti Schefferju (1998) je vrhovno sodišče ZDA prepuščalo posameznim jurisdikcijam, ali je mogoče rezultate poligrafa priznati kot dokaze v sodnih zadevah. Kljub temu ga v veliki meri uporabljajo tožilci, zagovorniki in organi pregona. V zveznih državah Rhode Island, Massachusetts, Maryland, New Jersey, Oregon, Delaware in Iowa je prepovedano, da bi kateri koli delodajalec naročil poligraf kot pogoj za zaposlitev ali če je bil uslužbenec osumljen kršitve. Zakon o zaščiti zaposlenih na poligrafu iz leta 1988 (EPPA) delodajalcem na splošno preprečuje uporabo testov detektorja laži bodisi za presejanje pred zaposlitvijo bodisi med zaposlitvijo, z nekaterimi izjemami. . Od leta 2013 zvezna vlada vsako leto poligrafira približno 70.000 prosilcev za zaposlitev. V ZDA država Nova Mehika v določenih okoliščinah priznava testiranje poligrafa pred žirijo. V mnogih drugih državah lahko poligrafisti pričajo pred sodniki na različnih vrstah obravnav (predlog za razveljavitev pogojne kazni, predlog za obsodbo krivde).
Leta 2010 je NSA pripravil video, ki pojasnjuje postopek poligrafa. Posnetek, dolg deset minut, nosi naslov "Resnica o poligrafu" in je bil objavljen na spletni strani obrambne varnostne službe. Jeff Stein iz The Washington Post je dejal, da video prikazuje "različne prosilce ali igralce, ki jih igrajo - ni jasno -, da opisujejo vse slabo, kar so slišali o testu, kar pomeni, da nič od tega ni res." AntiPolygraph.org trdi, da video, ki ga je izdelal NSA, izpušča nekatere informacije o postopku poligrafa; ustvaril je video, ki se je odzval na video NSA. George Maschke, ustanovitelj spletnega mesta, je poligrafski video NSA obtožil, da je "orwellovski".
Poligraf je leta 1921 izumil John Augustus Larson, študent medicine na kalifornijski univerzi v Berkeleyju in policist policijskega oddelka Berkeley v Berkeleyju v Kaliforniji. Poligraf je bil na seznamu največjih izumov Encyclopædia Britannica 2003, ki je bil opisan kot izum, ki je "močno vplival na človeško življenje v dobrem ali slabem." Leta 2013 je ameriška zvezna vlada začela obtoževati posameznike, ki so izjavili, da so metode poučevanja, kako premagati poligrafski test.  Med eno od teh preiskav je bilo več kot 30 zveznih agencij vključenih v preiskave skoraj 5000 ljudi, ki so bili v različnih stopnjah stika s preganjanimi ali ki so kupili knjige ali DVD-je na temo pretepanja na poligrafskih testih.

### Indija
Leta 2008 je indijsko sodišče kot dokaz za obsodbo ženske, ki je bila obtožena umora zaročenca, sprejelo test Brain Electrical Oscilation Signature Profiling. Rezultat poligrafa je bil prvič uporabljen kot dokaz na sodišču. Vrhovno sodišče Indije je 5. maja 2010 uporabo narkoanalize, preslikave možganov in poligrafskih testov na osumljencih razglasilo za nezakonito in v nasprotju z ustavo, če soglasje ni pridobljeno in prisilno. Dvajseti člen indijske ustave določa: "Nobena oseba, obtožena kakršnega koli kaznivega dejanja, ne sme biti prisiljena biti priča proti sebi." Poligrafski testi so še vedno zakoniti, če tožena stranka to zahteva.

### Izrael
Vrhovno sodišče Izraela je v civilni pritožbi 551/89 (Menora Insurance proti Jacobu Sdovniku) odločilo, da poligraf ni bil prepoznan kot zanesljiva naprava. V drugih odločbah so bili izidi poligrafa v kazenskih postopkih nedopustni. Ni jasno določeno, ali so rezultati poligrafa nedopustni kot dokazi v civilnem sojenju.
V zasebni disciplini nekatere zavarovalnice poskušajo v zavarovalne pogodbe vključiti klavzulo, v kateri se upravičenec strinja, da so rezultati poligrafa sprejemljivi kot dokaz. V takih primerih, ko se upravičenec prostovoljno strinja s takšno klavzulo, podpiše pogodbo in opravlja test, sodišča spoštujejo pogodbo in upoštevajo rezultate poligrafa. Vendar je običajna praksa, da odvetniki ljudem, ki so podpisali takšne pogodbe, svetujejo, naj zavrnejo test. Odvisno od tega, ali je upravičenec podpisal klavzulo o sporazumih in ali je bil test že opravljen ali ne, takšna zavrnitev običajno nima škodljivih učinkov; v najslabšem primeru bo sodišče preprosto odredilo osebi, da opravi test, kot je bilo dogovorjeno. V najboljšem primeru bo sodišče preklicalo klavzulo in osebo opustilo preizkusa ali razsodilo, da so dokazi nedopustni.

### Evropa
V večini evropskih pristojnosti se praksa razlikuje glede na državo, vendar poligrafi na splošno ne veljajo za zanesljive dokaze in jih organi pregona običajno ne uporabljajo. V Evropi je splošno znano, da poligrafsko testiranje krši pravico do molka.
V Angliji in Walesu je mogoče opraviti poligrafski test, vendar rezultatov ni mogoče uporabiti na sodiščih za dokazovanje primera, pravi Ian Kelcey, odvetnik za kazensko pravo.  Zakon o upravljanju prestopnikov iz leta 2007 pa je vzpostavil možnost uporabe poligrafskih testov za spremljanje pogostih pogojnih kaznivih dejanj spolnih prestopnikov v Angliji in Walesu , pri čemer so ti testi postali obvezni leta 2014 za pogojno ogrožene spolne prestopnike v Angliji in Walesu.
Od leta 2017 je ministrstvo za pravosodje in vrhovno sodišče Nizozemske in Nemčije zavrnilo uporabo poligrafov.:62ff
Od leta 2017 je bila Belgija evropska država, kjer je policija najpogosteje uporabljala poligrafsko testiranje, vsako leto pa je bilo med policijskimi preiskavami opravljenih približno 300 poligrafov. Rezultati na preizkušnjah na klopi ne veljajo za izvedljive dokaze, vendar so bili uporabljeni v porotih. Poligraf je bil prvič uporabljen v Litvi leta 1992. Iz raziskav o uporabi preizkusa znanja dogodkov iz leta 2004 ( nova različica preizkusa skritih informacij) za preiskovanje kaznivih dejanj.

### Avstralija
Avstralsko višje sodišče še ni preučilo dopustnosti poligrafskih dokazov. Vendar je okrožno sodišče v Novem Južnem Walesu zavrnilo uporabo naprave v kazenskem postopku. V Raymondu Georgeu Murrayju 1982 7A Crim R48 je Sinclair DCJ zavrnil priznanje poligrafskih dokazov, ki podpirajo obrambo. Sodnica je dokaze zavrnila, ker
1. Za verodostojnost obtoženega in težo njegovih dokazov ter drugih prič, ki so bile pozvane na sojenju, je odločala porota.
2. "Strokovnjak" na poligrafu je poskušal izraziti mnenje o končnih dejstvih, ki so sporna, kar je predvsem provinca porote.
3. Test naj bi bil izvedenski dokaz priče, ki ni bila usposobljena za izvedenca; bil je zgolj operater in ocenjevalec poligrafa. Znanstvena predpostavka, na kateri je temeljila njegova ocena, ni bila dokazana na nobenem sodišču v Avstraliji.
4. Brez dokazane ali sprejete znanstvene podlage dokazi upravljavca niso sprejemljivi.

Sodišče je z odobritvijo navedlo kanadski primer Phillion proti R 1978 1SCR 18.
Dokazi o detektorju laži trenutno niso sprejemljivi na sodiščih Novega Južnega Walesa po Zakonu o detektorjih laži iz leta 1983. Po istem zakonu je tudi nezakonita uporaba detektorjev laži za namene zaposlitve, zavarovanja, finančne namestitve in več drugih namenov detektorji se lahko uporabljajo v drugih jurisdikcijah.

## Varnostna dovoljenja
Varnostnega dovoljenja v Združenih državah ni mogoče preklicati samo na podlagi rezultatov poligrafa. Dostop osebe do občutljivih informacij pa se lahko zavrne, če rezultati poligrafa niso ugodni. Poleg tega se osebam, ki se obravnavajo na vladnem položaju ali na delovnem mestu, lahko zavrne zaposlitev, če to delovno mesto posebej zahteva uspešno opravljen poligrafski pregled. Težko je natančno določiti učinkovitost rezultatov poligrafa za odkrivanje ali odvračanje vohunjenja. Nedopustna je kot dokaz na večini zveznih sodišč in vojaških sodišč. Poligraf se pogosteje uporablja kot odvračilno sredstvo za vohunjenje in ne kot odkrivanje.
Izjema je bil primer Harolda Jamesa Nicholsona, uslužbenca Cie, ki je bil kasneje obsojen zaradi vohunjenja za Rusijo. Leta 1995 je bil Nicholson podvržen redni petletni ponovni preiskavi, kjer je pokazal veliko verjetnost zavajanja v zvezi z odnosi s tujo obveščevalno enoto. Ta poligrafski test je kasneje sprožil preiskavo, ki je privedla do njegove morebitne aretacije in obsodbe. V večini primerov pa so poligrafi bolj orodje za "prestrašenje" tistih, ki bi razmišljali o vohunjenju. Izraelski vodniki so Jonathanu Pollardu svetovali, naj odstopi od službe ameriške obveščevalne službe, če mu bodo kdaj rekli, da je na poligrafskem testu. Podobno so Johna Anthonyja Walkerja njegovi vodje svetovali, naj se ne špijonira, dokler ni napredoval na najvišji položaj, za katerega ni potreben poligrafski test, naj zavrne napredovanje na višja mesta, za katera so potrebni poligrafski testi, in se upokoji, ko napredovanje je bilo obvezno.  Kot del sporazuma o priznanju krivde za primer vohunjenja za Sovjetsko zvezo bi moral Robert Hanssen kadar koli opraviti poligraf kot sredstvo za oceno škode. V 25-letni Hanssenovi karieri pri FBI-ju niti enkrat niso opravili poligrafa.
Leta 1983 je bil uslužbenec Cie Edward Lee Howard odpuščen, ko je med poligrafskim pregledom resnično odgovoril na vrsto vprašanj, ki so priznala manjša kazniva dejanja, kot sta drobnica in zloraba mamil. Kot maščevanje za zaznano nepravično kaznovanje za lažja kazniva dejanja je pozneje svoje znanje o operacijah Cie prodal Sovjetski zvezi.
Omeniti velja tudi, da poligrafski testi morda ne bodo odvračali od vohunjenja. Od leta 1945 do danes je vsaj šest Američanov med uspešno opravljanjem poligrafskih testov zagrešilo vohunjenje. Pomembna primera dveh moških, ki sta s poligrafi ustvarila lažno negativen rezultat, sta bila Larry Wu-Tai Chin, ki je vohunil za Kitajsko, in Aldrich Ames, ki je bil na CIA dvakrat na poligrafu, prvi leta 1986 in drugi leta 1991, med vohunjenjem za Sovjetsko zvezo / Rusijo. CIA je poročala, da je opravil oba izpita, potem ko je imel prve znake prevare. Po preiskavi senata je FBI v prvem pregledu ugotovil, da znaki prevare niso bili nikoli razrešeni. Senatski odbor je poročal, da je drugi preizkus, ko je bil Ames osumljen, povzročil znake prevare in nekaj dni kasneje ponovno preizkusil pri drugem izpraševalcu. Drugi preizkuševalec je zaključil, da nadaljnjih znakov prevare ni. V analizi CIA o drugem izpitu so bili kritični, ker drugemu izpraševalcu niso posredovali obstoječih sumov.
Ana Belen Montes, kubanska vohunka, je leta 1994 opravila test protitelesnega poligrafa, ki ga je vodil DIA.
Kljub tem napakam je ameriška obrambno-obveščevalna agencija (DIA) avgusta 2008 napovedala, da bo vsakega od svojih 5.700 bodočih in sedanjih uslužbencev vsaj enkrat na leto preizkusila na poligrafu.  Ta razširitev presejanja poligrafa pri DIA se je zgodila, medtem ko so vodje poligrafov DIA prezrli dokumentirane tehnične težave, odkrite v računalniško podprtem poligrafskem sistemu Lafayette. DIA uporablja rutinsko vodene poligrafske sisteme Lafayette za rutinsko testiranje protiobveščevalnih podatkov. Vpliv tehničnih napak v sistemu Lafayette na analizo posnete fiziologije in na končno oceno poligrafskega testa trenutno ni znan.
Leta 2012 je preiskava McClatchyja ugotovila, da Nacionalni izvidniški urad verjetno krši etične in pravne meje s spodbujanjem svojih poligrafov, da med poligrafskimi testi pridobivajo osebne in zasebne podatke od osebja ameriškega ministrstva za obrambo, ki naj bi bili po obsegu omejeni na protiobveščevalne zadeve. Obtožbe o zlorabi poligrafskih praks so podali nekdanji izpraševalci poligrafa NRO.

## Alternativni test
Večina raziskovalcev poligrafov se je osredotočila bolj na predvidljive vrednosti rezultatov, kor na samo krivdo. Kakorkoli, ni bilo povezane nobene empirične teorije, ki bi razložila kako poligraf izmeri prevaro. Nedavne raziskave kažejo, da ima funkcija slikanja z magnetno resonanco (MRI) koristno razlago psiholoških povezav z rezultati poligrafa. Z uporabo umetnih spominov so lahko preiskovalci pojasnili tudi kateri del možganov je bil takrat aktiven. Večina aktivnosti v možganih se pojavi na obeh straneh predfrontalne skorje, kar je povezano z zaviranjem odzivanja. S tem vidimo, da lahko z zavajanjem vključimo zaviranje resničnih odzivov. Znano je, da priklic umetnih spominov aktivira zadnjo cingulatno skorjo. Funkcija slikanja z magnetno resonanco je omejena s tem, da je draga, nepremična in ima nedoslednost lažnih odgovorov. Nekateri raziskovalci verjamejo, da lahko testi na podlagi reakcijskega časa (RT) nadomestijo poligrafe pri zaznamovanju skritih informacij. Preizkusi reakcijskih časov se od poligrafov razlikujejo po trajanju predstavitve dražljaja, in lahko se izvedejo brez fiziološkega snemanja zaradi računalniškega merjenja subjekta. Ugotovitve raziskovalcev so pokazale, da so omejitve teh testov, saj preiskovalci nadzorujejo svoj reakcijski čas, zavajanje se lahko zgodi v roku za odgovor, test pa nima fizioloških zapisov.

## Zgodovina
Pred poligrafom so družbe uporabljale dodelane metode odkrivanja laži, ki so ponavadi vključevale mučenje; na primer v srednjem veku so z vrelo vodo razkrili lažnivce, zaradi predpostavke, da jo pošteni moški zdržijo bolje kot lažnivci. Leta 1895 so naprave za odkrivanje laži vključevale izum Cesareja Lombrosa, katere merijo spremembo krvnega tlaka v policijskih primerih, aparat Vittoria Benussija iz leta 1904 z merjenjem dihanja in opuščeni projekt Američana Williama Moultona Marstona, ki je glede na krvni pritisk preizkušal nemške vojne zapornike (POWs).  Marstonova naprava je indicirala visoko povezavo med sistolnim srčnim utripom in laganjem.
Drugi članek o konceptu je Marston napisal leta 1915, po zaključku dodiplomskega študija. Leta 1918 se je vpisal na Harvardsko pravno šolo in leta 1918 diplomiral, svoje prejšnje delo je ponovno objavil leta 1917. Marstonova glavna inspiracija za napravo je bila žena Elizabeth Holloway Marston. "Glede na trditve njunega sina, Marregovem poligrafskem laboratoriju leta 1920 (reproducirano v Marstonu, 1938).
Kljub raziskovalnim predhodnikom se je Marston oklical za "očeta poligrafa". (Danes je enačen ali še bolj znan kot kreator stripovskega lika Wonder Woman.) Marston je ostal glavni zagovornik naprave in lobiral za njeno uporabo na sodiščih. Leta 1938 je izdal knjigo Test detektorja laži, kjer je dokumentiral uporabo njene naprave in teorijo. Leta 1938 se je pojavil v oglasu podjetja Gillette, v kateri potrdi na poligrafu, da so njihove britvice boljše od konkurence.
Napravo z beleženjem krvnega tlaka in dihanja je leta 1921 izumil John Augustus Larson z univerze v Kaliforniji, ki jo je prvič uporabil pri policijskem delu oddelek Berkeley pod vodstvom nacionalno priznanega šefa policije Augusta Vollmerja. Dodelavo na napravi je naredil Leonard Keeler. Kot njegov zaščitnik je Keeler napravo leta 1939 posodobil tako, da jo je naredil prenosljivo ter ji dodal galvanski odziv kože. Njegovo napravo so uporabljali v FBI, kjer je služila kot prototip sodobnega poligrafa.
Nekaj podobnih naprav Keelerjevemu poligrafu, vključno z Berkeleyevem Psychographom, krvno tlačnega-pulza-dihanja snemanja, ki ga je leta 1936 razvil C. D. Lee, in fotopoligraf Darrow Behaviour Research Photopolygraph, ki je bil razvit izključno za namene raziskovanja vedenja.
Leta 1945 je John E. Reid razvil napravo, ki je beležila mišično aktivnost, za katere je trdil, da imajo večjo natančnost kot pa naprave s snemanjem krvnega tlaka in pulznega dihanja.

## Družba in kultura

### Portret na televiziji
Detektor laži ima dolgo zgodovino v mitologiji in pravljicah; poligraf je omogočil v sodobni fikciji lažjo predstavljivost in razumljivost, kot pri znanstvenih. Pomembni primeri uporabe poligrafa vključujejo uporabo v televizijskih oddajah na temo kriminala in vohunjenja ter nekaj dnevnih televizijskih pogovornih oddaj, risank in filmov. Številne televizijske oddaje so poimenovali Detektor laži ali pa so v njih predstavili napravo. Prvo oddajo o detektorju laži so predvajali v petdesetih letih, katero je ustvaril in jo vodil Ralph Andrews. V šestdesetih letih je Andrews pripravil vrsto posebnih del, ki jih je vodil Melvin Belli. V sedemdesetih je oddajo vodil Jack Anderson. V začetku leta 1983 je Columbia Pictures Television pripravila sindicirano serijo, ki jo je vodil F. Lee Bailey.  Leta 1998 je televizijski producent Mark Phillips s svojim Mark Phillips Philms & Telephision vrnil detektor laži nazaj v eter mreže FOX - v tem programu je Ed Gelb z voditeljico Marcio Clark zaslišal Marka Fuhrmana o obtožbi, da je "posadil krvavo rokavico". Leta 2005 je Phillips izdelal detektor laži kot serijo za PAX / ION; med gosti so bili Paula Jones, velečasni Paul Crouch, tožilec Lonny Ford, Ben Rowling, Jeff Gannon in Swift Boat Vet, Steve Garner.
V igrski oddaji Fox The Moment of Truth tekmovalci nekaj dni pred oddajo zasebno postavljajo osebna vprašanja, medtem ko so priklopljeni na poligraf. V oddaji so enaka vprašanja postavljali pred studijskim občinstvom in člani svoje družine. Da bi napredovali v igri, morajo odgovoriti "resnično", kot je določil prejšnji poligrafski izpit.
Dnevne pogovorne oddaje, kot so Maury Povich, Jeremy Kyle in Steve Wilkos, pogosto uporabljajo poligrafe za odkrivanje prevar v socialnih zadevah, kot so goljufanje, zloraba otrok in kraja.
V epizodi 93 ameriške poljudnoznanstvene oddaje MythBusters so gostitelji poskušali zavajati poligraf, tako da so z bolečino poskušali povečati odčitke, ko so odgovorili resnično (zato naj bi naprava resnične in neresnične odgovore interpretirala kot enake). Prav tako so poskušali zavesti poligraf tako, da so mislili vesele misli, ko so lagali, in mislili stresne misli, ko so govorili resnico, da bi poskušali zmesti stroj. Vendar nobena tehnika iz več razlogov ni bila uspešna. Michael Martin je pravilno opredelil vsakega krivega in nedolžnega subjekta. Oddaja je zabeležila tudi mnenje, da so poligrafi ob pravilni izvedbi v 80–99% primerov pravilni, vendar med epizodo ni bilo nobenega dokaza o tem mnenju.

### Ročni detektor laži za vojsko Združenih držav
Ministrstvo za obrambo ZDA je po poročilu preiskovalnega poročevalca Billa Dedmana iz NBC News leta 2008 postavilo ročni detektor laži. Sistem za pregled predhodne ocene verodostojnosti ali PCASS zajema manj fizioloških informacij kot poligraf in uporablja algoritem, ne pa sodbe poligrafa, da sprejme odločitev, ali meni, da je oseba zavajajoča ali ne. Napravo so v Afganistanu prvič uporabile enote ameriške vojske. Ministrstvo za obrambo je odredilo, da se njegova uporaba omeji na osebe, ki niso iz ZDA, samo na čezmorskih lokacijah. 

### Pomembni primeri
Poligrafiji so očitali, ker ni uspel ujeti znanih vohunov, kot je dvojni agent Aldrich Ames, ki je med vohunjenjem za Sovjetsko zvezo opravil dva poligrafska testa. Ames pa je v CIA padel na več testih, na katerih ni nikoli ukrepal. Drugi vohuni, ki so opravili poligraf, so Karl Koecher, Ana Belen Montes, in Leandro Aragoncillo. Vendar vohun Cie Harold James Nicholson ni opravil poligrafskih pregledov, kar je vzbudilo sume, ki so privedli do njegove morebitne aretacije. Poligrafski pregled in preverjanje preteklosti niso odkrili Nade Nadim Prouty, ki sicer ni bila vohunka, a je bila obsojena zaradi nepravilnega pridobivanja ameriškega državljanstva in njegove uporabe za pridobitev omejenega položaja pri FBI. 
Poligraf tudi ni uspel ujeti Garyja Ridgwayja, "Green River Killerja". Drugi osumljenec naj bi padel na določenem preizkusu detektorja laži, medtem ko je Ridgway opravil. Ridgway je leta 1984 opravil poligraf; priznal je skoraj 20 let kasneje, ko se je soočil z dokazi o DNK. Vmes je ubil še sedem žensk.
Nasprotno pa je znano, da nedolžni ljudje ne uspejo na poligrafskih testih. V Wichiti v Kansasu leta 1986 je Bill Wegerle zaradi neuspešnih dveh poligrafskih testov (enega je vodila policija, drugega pa izvedenec, ki ga je najel) moral živeti pod oblakom suma umora svoje žene Vicki Wegerle, čeprav je bil niti aretirana niti obsojena zaradi njene smrti. Marca 2004 so se pojavili dokazi, ki povezujejo njeno smrt s serijskim morilcem, znanim kot BTK, leta 2005 pa so DNK dokazi o umoru Wegerle potrdili, da je bil BTK Killer Dennis Rader, in ugotovili nedolžnost Billa Wegerleja.
Dolgotrajne poligrafske preiskave se včasih uporabljajo kot orodje za pridobivanje izpovedi obdolženca, kot v primeru Richarda Millerja, ki so ga k priznanju prepričali predvsem rezultati poligrafa v kombinaciji s pritožbami verskega voditelja.
Pri odmevnem izginotju 7-letne Danielle van Dam iz San Diega leta 2002 je policija osumila soseda Davida Westerfielda; postal je glavni osumljenec, ko naj bi padel na poligrafskem testu. Na koncu so mu sodili in ga obsodili zaradi ugrabitve in umora prve stopnje.